# 721

## Събития
- Край на управлението на Тервел, хан на България. На негово място идва хан Кормесий.
- Битка между франки и маври при Тулуза.

## Починали
- Тервел, хан на България
- Анастасий II, византийски император